# Земская почта Грязовецкого уезда
Зе́мская по́чта Гря́зовецкого уе́зда — земская почта, организованная земской управой Грязовецкого уезда Вологодской губернии. Существовала с 1873 года. В уезде выпускались собственные земские марки.

## История почты
Грязовецкая уездная земская почта была открыта 16 января 1873 года. Почтовые отправления доставлялись из уездного центра (города Грязовца) в волостные правления один раз в неделю. Вначале принимались простые, а с 1898 года также ценные и денежные почтовые отправления. Для оплаты доставки частных почтовых отправлений были введены земские почтовые марки.

## Выпуски марок
Находившиеся в обращении земские почтовые марки до 1881 года имели номинал 2 копейки, затем — 4 копейки, а с 1898 года — 1, 2, 3, 4, 5, 6 и 7 копеек.
В 1873—1880 годах грязовецкие земские марки изготовлялись земской управой уезда с помощью ручного штемпеля. Рисунок имел круглую форму, в центре были расположены гербы Вологодской губернии и Грязовецкого уезда.
С 1881 года рисунок марок приобрёл почтовую тематику, изображая земского почтальона, атрибуты почты.
С 1902 года земские марки Грязовецкого уезда печатались в ЭЗГБ и в местных типографиях.

## Гашение марок
Гашение марок осуществлялось чернилами (перечёркиванием, надписыванием даты или фамилии земского служащего), а также круглыми, овальными и однострочечными штемпелями.